# Sulfat de dimetil
El sulfat de dimetil és un compost químic de fórmula (CH₃O)₂SO₂. Com a dièster del metanol i l'àcid sulfúric, la seva fórmula sovint també es representa com (CH₃)₂SO₄ o fins i tot Me₂SO₄, on CH₃ o Me és un grup metil. El sulfat de dimetil és usat principalment com a agent metilant en síntesi orgànica.
En condicions estàndard, el sulfat de dimetil és un líquid oliós incolor amb una lleugera olor de ceba (si bé olorar-lo directament suposaria una exposició perillosa). Com tots els agents alquilants forts, el sulfat de dimetil és extremadament tòxic. El seu ús al laboratori ha estat parcialment suprimit pel trifluorometanosulfonat de metil.

## Història
El sulfat de dimetil va ser descobert a principis del segle xix de forma impura. Posteriorment, P. Claesson va estudiar extensivament la seva preparació.
Aquest compost podria haver estat usat com a armament químic.

## Producció
El sulfat de dimetil pot ser sintetitzat al laboratori mitjançant diversos procediments. El més senzill és l'esterificació de l'àcid sulfúric amb el metanol:
2 CH₃OH + H₂SO₄ → (CH₃)₂SO₄ + 2 H₂O
Una altra síntesi possible és la destil·lació de l'hidrogensulfat de metil:
2 CH₃HSO₄ → H₂SO₄ + (CH₃)₂SO₄
També es pot partir de nitrit de metil i clorosulfonat de metil:
CH₃ONO + (CH₃)OSO₂Cl → (CH₃)₂SO₄ + NOCl
El sulfat de dimetil s'ha produït comercialment des de la dècada de 1920. Un procés molt comú per aquesta finalitat és la reacció en continu de l'èter dimetílic amb el triòxid de sofre.
(CH₃)₂O + SO₃ → (CH₃)₂SO₄

## Usos
El sulfat de dimetil s'usa a bastament com a reactiu per a la metilació de fenols, amines i tiols. Habitualment, el primer grup metil es transfereix més ràpidament que el segon. La transferència de metil acostuma a succeir via una reacció SN2. En comparació amb altres agents metiladors, la indústria prefereix el sulfat de dimetil pel seu baix cost i alta reactivitat.

### Metilació sobre oxigen
Habitualment s'empra el Me₂SO₄ per metilar fenols. Alguns alcohols simples també es poden metilar, com per exemple en la transformació del tert-butanol en èter t-butil metílic:
2 (CH₃)₃COH + (CH₃O)₂SO₂ → 2 (CH₃)₃COCH₃ + H₂SO₄
Les sals d'alcòxids també es metilen ràpidament:
RO -  Na +  + (CH₃O)₂SO₂ → ROCH₃ + Na(CH₃)SO₄
La metilació dels sucres s'anomena metilació Haworth.

### Metilació sobre nitrogen d'amina
El Me₂SO₄ s'usa per preparar tant sals d'amoni quaternari com amines terciàries:
C₆H₅CH=NC₄H9 + (CH₃O)₂SO₂ → C₆H₅CH=N+(CH₃)C₄H9 + CH₃OSO₃-
Els compostos d'amonis grassos quaternaris s'utilitzen com a surfractants o com a suavitzants de teles. La metilació d'una amina terciària es pot escriure com:
CH₃(C₆H₄)NH₂ + (CH₃O)₂SO₂ (en NaHCO₃ aq.) → CH₃(C₆H₄)N(CH₃)₂ + Na(CH₃)SO₄

### Metilació sobre sofre
De manera semblant als alcohols, el Me₂SO₄ pot metilar fàcilment les sals de tiolats:
RS-Na+ + (CH₃O)₂SO₂ → RSCH₃ + Na(CH₃)SO₄
N'és un exemple:
p-CH₃C₆H₄SO₂Na + (CH₃O)₂SO₂ → p-CH₃C₆H₄SO₂CH₃ + Na(CH₃)SO₄
Hom pot emprar aquest mètode per preparar tioèsters:
RC(O)SH + (CH₃O)₂SO₂ → RC(O)S(CH₃) + HOSO₃CH₃

### Altres usos
El sulfat de dimetil pot efectuar el trencament específic de la guanina de l'ADN, mitjançant la ruptura dels anells d'imidazole presents en la guanina. Es pot emprar aquesta tècnica per determinar seqüenciacions de bases, per trencar la cadena d'ADN, i altres aplicacions.
El sulfat de dimetil també metila l'adenina en les porcions on l'ADN es presenta en fibres individuals (per exemple, aquells amb proteïnes com l'ARN polimerasa que se separen les fibres d'ADN i les tornen a unir). Després del reanellament, aquests grups metil interfereixen en els emparellaments de bases adenina-guanina. Llavors es pot utilitzar la nucleasa S1 per tallar l'ADN a les regions monocatenàries (allà on hi hagi una adenina metilada). Aquesta és una tècnica important per tal d'analitzar les interaccions proteïnes-ADN.

## Alternatives
Encara que el sulfat de dimetil és efectiu i assequible, la seva toxicitat ha motivat l'ús d'altres reactius metilants. El iodur de metil és un reactiu usat en O-metilació, com el sulfat de dimetil, però és menys perillós i més car. El carbonat de dimetil, que és menys reactiu, té una toxicitat molt menor en comparació amb el sulfat de dimetil o el iodur de metil, i es pot fer servir com a alternativa al sulfat de dimetil per processos de N-metilació. Es poden fer servir pressions altes per accelerar el procés de metilació per carbonat de dimetil.

## Precaucions
El sulfat de dimetil és carcinogen i mutagen, altament verinós, corrosiu, perillós pel medi ambient i volàtil (presentant així un risc per inhalació). Se'l considera un tipus d'arma química. El sulfat de dimetil s'absorbeix per la pell, membranes mucoses i pel tracte gastrointestinal, i pot causar una reacció diferida fatal al tracte respiratori. També pot ocasionar reaccions oculars. No ocasiona una forta irritació als òrgans olfactius, de tal manera que pot existir una concentració letal a l'aire que passi inadvertida. La DL50 (aguda, via oral) és 205 mg/kg (en rates) i 140 mg/kg (en ratolins), i la CL50 (aguda) és 45 ppm / 4 hores (en rates). Una pressió de vapor de 65 Pa és suficient com per produir una concentració a l'aire per evaporació a 20 °C. Com que té una toxicitat diferida, pot haver-hi exposicions fatals sense que s'hagin desenvolupat símptomes. Aquests símptomes poden aparèixer entre 6 i 24 després de l'exposició al producte. Es poden emprar dissolucions concentrades de bases (amoníac, àlcalis) per hidrolitzar petits vessaments i esquitxades en instrumental contaminat, però la reacció pot esdevenir violenta amb quantitats majors de sulfat de dimetil. Encara que el compost hidrolitza en aigua, no és suficient aigua sola perquè hidrolitzi prou ràpid per a descontaminar. El producte de la hidròlisi, el sulfat de monometil, és perillós per al medi ambient. En aigua, el compost hidrolitza en última instància en àcid sulfúric i metanol.